# Portàon
D'acord amb la mitologia grega, Portàon (en grec antic: Πορθάων), o be Partàon o Porteu, va ser un rei de Calidó, fill d'Agènor i d'Epicasta i, per tant, net de Pleuró.
Es casà amb Èurite i va tenir diversos fills: Eneu, Agri, Estèrope, Alcàtous, Melas, i Leucopeu. És l'avantpassat de Melèagre.